# Scelolophia flavicostaria
Scelolophia flavicostaria är en fjärilsart som beskrevs av Heinrich Benno Möschler 1886. Scelolophia flavicostaria ingår i släktet Scelolophia och familjen mätare. Inga underarter finns listade.